# 三石区域
三石區域（朝鲜语：／ Samsŏk guyŏk */?）是朝鮮民主主義人民共和國首都平壤市的一個區域，位於直轄市北部，北界平安南道平城市。大同江構成區的東界。
2008年人口62,790人。下分4洞、7里。